# Ken Johnson
Ken Johnson (ur. 28 listopada 1962 roku w Memphis) – amerykański kierowca wyścigowy.

## Kariera
Johnson rozpoczął karierę w międzynarodowych wyścigach samochodowych w 1984 roku od startów w Formula Super Vee USA Robert Bosch/Valvoline Championship, gdzie raz stanął na podium. Z dorobkiem dwudziestu punktów uplasował się na dwudziestej pozycji w klasyfikacji generalnej. W późniejszych latach pojawiał się także w stawce American Racing Series, Formuły 3000, IMSA Camel GTO, IndyCar World Series, SCCA World Challenge - Super Production oraz SCCA National Championship Runoffs T1.
W Formule 3000 Amerykanin wystartował w trzech wyścigach sezonu 1986 z brytyjską ekipą BS Automotice. Jednak nigdy nie zdobywał punktów. Został sklasyfikowany na trzydziestej pozycji w końcowej klasyfikacji kierowców.